# Presidentpalatset i Warszawa
Presidentpalatset (polska Pałac Prezydencki, också känt som Koniecpolski-palatset, Lubomirski-palatset, Radziwiłł-palatset och Namiestnik-palatset) är ett klassicistisk palats i Warszawa vid Krakowskie Przedmieście. Det har alltsedan 1993 varit det officiella residenset för Polens president.
Palatset räknas som en av de vackraste byggnaderna vid Krakowskie Przedmieście och är ett av Warszawas största palats. Det såg ursprungligen annorlunda ut, och fick sin nuvarande form och det traditionella namnet Namiestnik-palatset (polska: Pałac Namiestnikowski) på 1800-talet efter en betydande ombyggnation. Palatset har historien igenom använts i nästan enbart officiella sammanhang.
Framför palatset står ett monument över Józef Poniatowski, en kopia av en ursprunglig skulptur av Bertel Thorvaldsen från 1832.

## Historia

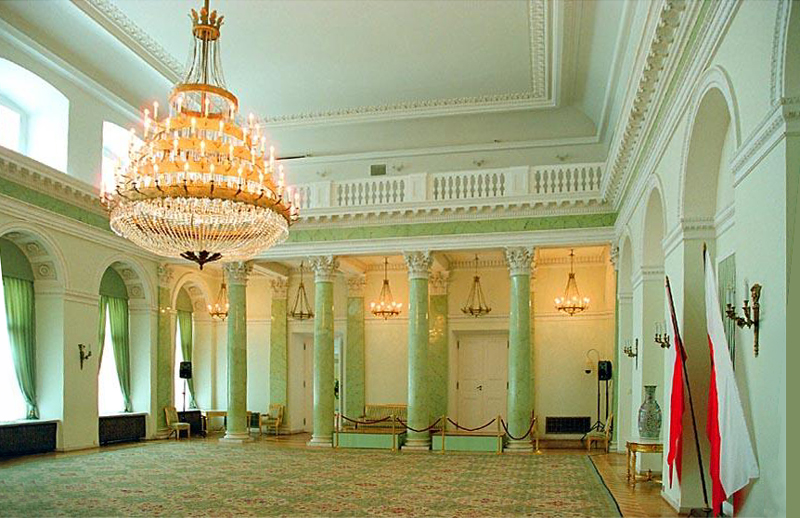
Pelarhallen

Presidentpalatset var från början ett barockpalats med Warszawas första italienska trädgård, bygd efter teckningar av Constantino Tencalla. Byggandet påbörjades 1643 av storhetman Stanisław Koniecpolski och fullbordades av hans son Aleksander. Efter Aleksanders död sålde hans son Stanisław palatset 1659 till felthetman och storkronmarskalk Jerzy Sebastian Lubomirski. År 1674 kom det emellertid i Radziwiłł-ättens ägo, och under de följande åren användes palatset för officiella sammankomster.
År 1818 köptes det av Kongresspolens regering som säte före namiestniken, och blev då också grundligt ombyggd i klassicistisk stil efter teckningar av Chrystian Piotr Aigner. Under Polens delningar hade palatset flera olika funktioner. 1821 placerades två stenlejon framför palatset, ett verk av Camillo Laudini.
År 1918 putsades palatset upp gjordes om till officiellt residens för statsministern och regeringen. Anmärkningsvärt nog skadades inte byggnaden särdeles mycket under andra världskriget, ehuru tyskarna byggde om palatsinteriören till ett lyxhotell med kasino kallat Deutsches Haus (tyska huset).
Efter kriget putsades palatset upp och byggdes om under ledning av Antoni Brusche och Antoni Jawornicki. Det användes i officiella sammanhang, som professorsnomineringar, nyårsbaler med mera. Det var här Warszawapakten undertecknades 1955. År 1989 huserade palatset Runda bordet – mötena mellan fackföreningen Solidarność och det realsocialistiska styret. År 1990 gjordes palatset om till residens för presidenten och presidentens kansli. Det rymmer även presidentens privata bostad under dennes ämbetstid. 
Lech Wałęsa var den första presidenten som flyttade hit 1994 från det förutvarande presidentresidenset Belweder.